# Лэрд, Нэн
Нэн Лэрд (Nan McKenzie Laird; род. 18 сентября 1943, Гейнсвилл, Флорида) — американский математик. Доктор философии Гарварда (1975), его же эмерит-профессор, проработала там более сорока лет.
Лауреат International Prize in Statistics (2021).
Её статья 1977 года, посвященная EM-алгоритму, входит в число ста наиболее цитируемых научных статей (по версии Nature, 2014).
Есть сестра. Вскоре после рождения Нэн её семья переехала в Таллахасси. Сперва она поступила в колледж Университета Райса в 1961 году, однако затем перевелась в Университет Джорджии, который и окончила как бакалавр статистики в 1969 году; была избрана в Общество Phi Beta Kappa. Степень доктора философии по статистике получила в Гарварде, куда затем зачислилась в штат и в котором заведовала кафедрой биостатистики в 1990—1999 гг. как именной профессор (Henry Pickering Walcott Professor) биостатистики, а ныне же она эмерит-профессор, именной (Harvey V. Fineberg Professor of Public Health), — в отставке с 2015 года. Подготовила многих учеников. Фелло Американской ассоциации содействия развитию науки и Американской статистической ассоциации.
Автор более 300 статей и трех книг. Согласно Google scholar, её работы цитировались более ста тыс. раз.

### Награды и отличия
- Florence Nightingale David Award[англ.] (2001)
- Wilks Memorial Award[англ.] (2011)
- Marvin Zelen Award for Leadership in the Statistical Sciences (2015)[5]
- Статистик 2016 года по версии Чикагского отделения Американской статистической ассоциации[6]
- International Prize in Statistics[англ.] (2021)[3]
- Janet Norwood Prize